# Central Vikings Rugby Union
Dernière mise à jour : 27 octobre 2015.
La  Central Vikings Rugby Union  fut une fédération provinciale de rugby à XV néo-zélandaise, résultat de la fusion de la Manawatu Rugby Union et de la Hawke's Bay Rugby Union, qui joua deux saisons dans le championnat des provinces.  

## Historique
En décembre 1996, les fédérations provinciales de Manawatu et de Hawke’s Bay dans le sud de l’Île du Nord fusionnent afin de former une équipe compétitive dans le championnat des provinces. L’équipe première, entraînée par l’ancien All Black Frank Oliver, fut intégrée à la deuxième division pour la saison 1997 et atteignit la finale où elle fut battue par Northland (10-63). Il avait été décidé par la fédération néo-zélandaise que même en cas de succès, les Vikings n’auraient pas le droit de monter en première division. En 1998, les Vikings remportèrent le titre face à Bay of Plenty (33-18), mais les problèmes financiers qui apparurent menèrent à la fin de l’aventure des Vikings et Manawatu et Hawke’s Bay reprirent leur indépendance. 

## Palmarès

### Championnat des provinces
- National Provincial Championship (NPC), deuxième division : 
  - Vainqueur (1) : 1998
  - Finaliste (1) : 1997

### All Blacks
- Mark Allen
- Christian Cullen
- Mark Ranby